# Жаровня (река)
Жаровня — река в городском округе Шаховская Московской области России, правый приток Рузы. Берёт начало в 6 км юго-западнее села Середа, впадает в Верхнерузское водохранилище.
Длина — 11 км (по другим данным — 12 км), площадь водосборного бассейна — 61,3 км². В настоящее время около 2-х км превратились в залив Верхнерузского водохранилища. Равнинного типа. Питание преимущественно снеговое. Жаровня замерзает обычно в середине ноября, вскрывается в середине апреля. Нормальный пик паводка приходится на апрель. Река — не судоходна.
Долина Жаровни сильно заболочена, что не способствует её популярности у пеших туристов.

## Данные водного реестра
По данным государственного водного реестра России, относится к Окскому бассейновому округу. Речной бассейн — Ока, речной подбассейн — бассейны притоков Оки до впадения Мокши, водохозяйственный участок — Руза от истока до Рузского гидроузла.